# Subduralna hematoma
Subduralna hematoma (SDH) je tip krvarenja u kome se kolekcija krvi – obično, ali ne uvek povezana sa traumatskom povredom mozga – skuplja između unutrašnjeg sloja dura mater i arahnoidne materije moždanih ovojnica koje okružuju mozak. Obično je rezultat raskida u venama koje prelaze subduralni prostor.
Subduralni hematomi mogu izazvati povećanje pritiska unutar lobanje, što zauzvrat može izazvati kompresiju i oštećenje delikatnog moždanog tkiva. Akutni subduralni hematomi su često opasni po život. Hronični subduralni hematomi imaju bolju prognozu ako se pravilno leče.
Nasuprot tome, epiduralni hematomi su obično uzrokovani oštećenjima arterija, što dovodi do nakupljanja krvi između dura mater i lobanje. Treći tip krvarenja u mozgu, poznat kao subarahnoidalno krvarenje (SAH), uzrokuje krvarenje u subarahnoidalni prostor između arahnoidalne materije i pia mater. SAH se često viđa u uslovima traume ili nakon rupture intrakranijalnih aneurizama.

## Znaci i simptomi
Simptomi subduralnog hematoma imaju sporiji početak od onih kod epiduralnih hematoma jer uključene vene nižeg pritiska krvare sporije od arterija. Znaci i simptomi akutnog hematoma mogu se pojaviti za nekoliko minuta, ako ne i odmah, ali takođe mogu biti odloženi do dve nedelje. Simptomi hroničnih subduralnih hematoma obično kasne više od tri nedelje nakon povrede.
Ako su krvarenja dovoljno velika da izvrše pritisak na mozak, biće prisutni znaci povećanog intrakranijalnog pritiska ili oštećenja mozga. Ostali simptomi subduralne hematome mogu uključivati bilo koju kombinaciju sledećeg:
- Gubitak svesti ili fluktuirajući nivoi svesti
- Razdražljivost
- Napadi
- Bol
- Utrnulost
- Glavobolja (bilo konstantna ili fluktuirajuća)
- Vrtoglavica
- Dezorijentacija
- Amnezija
- Slabost ili letargija
- Mučnina ili povraćanje
- Gubitak apetita
- Promene ličnosti
- Nemogućnost govora ili nejasan govor
- Ataksija ili otežano hodanje
- Gubitak kontrole mišića
- Promenjeni obrasci disanja
- Gubitak sluha ili zujanje u ušima (tinitus)
- Zamagljen vid
- Skrenut pogled, ili abnormalni pokreti očiju.[3]

## Spoljašnje veze
- Imaging and Mechanism of Subdural Hematoma - MedPix

|  | Molimo Vas, obratite pažnju na važno upozorenje u vezi sa temama iz oblasti medicine (zdravlja). |